# ساموئل ئی. بیتلی
ساموئل ئی. بیتلی (انگلیسی: Samuel E. Beetley؛ ‏ ۲۳ نوامبر ۱۹۱۳ – ۱۵ سپتامبر ۱۹۸۸) تدوین‌گر اهل ایالات متحده آمریکا بود. وی بین سال‌های ۱۹۳۷ تا ۱۹۸۴ میلادی فعالیت می‌کرد.
از فیلم‌های او می‌توان به از درون گذشته، ماکائو، طولانی‌ترین روز، شهره شهر نیویورک، ملاقات، دکتر دولیتل، خون در ماه و بیسکویت سبز اشاره کرد.